# Weinberge (Bad Liebenwerda)

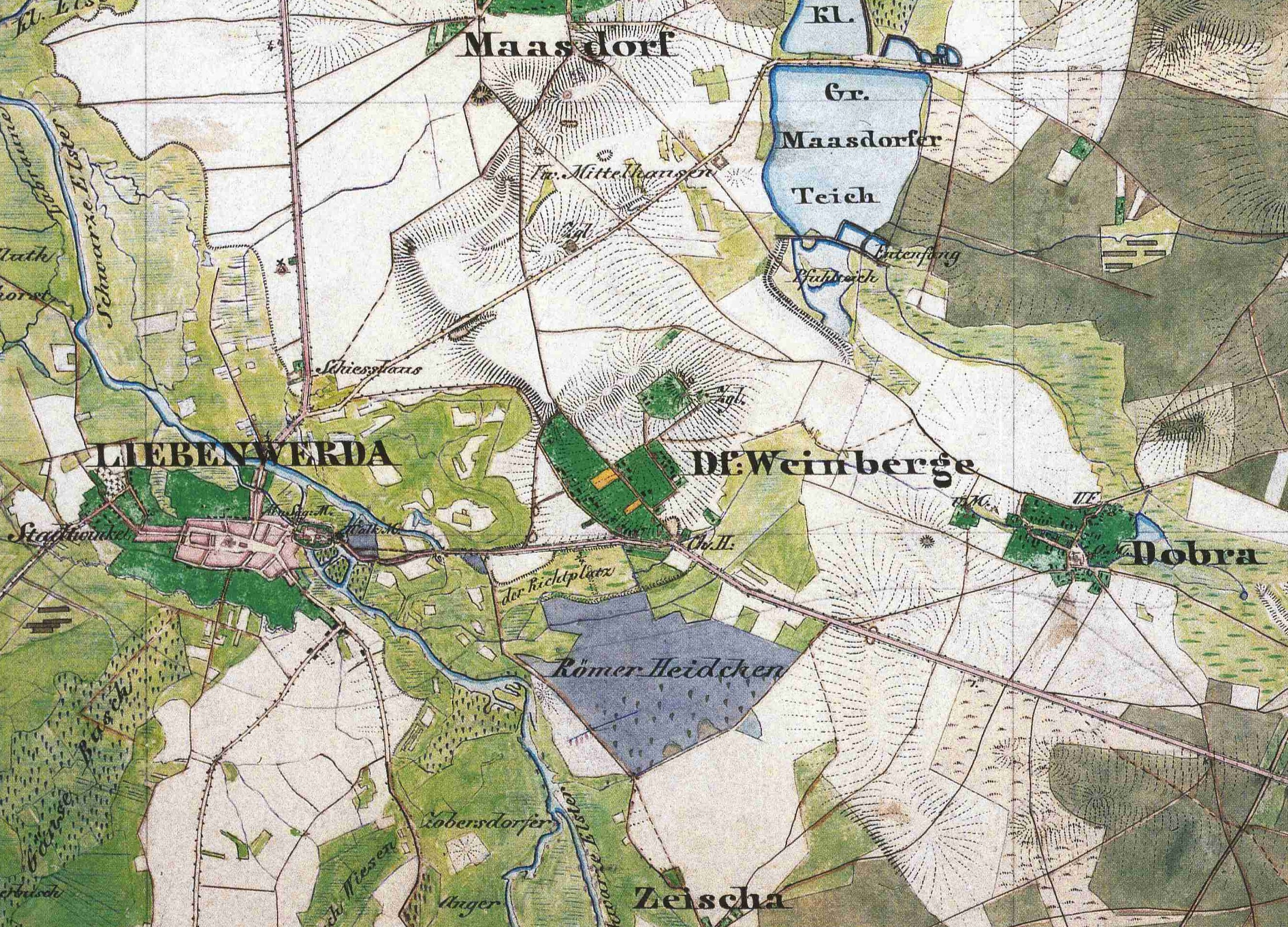
Das Dorf Weinberge auf einem Urmesstischblatt (1847).

Weinberge ist ein Wohnplatz in der südbrandenburgischen Kurstadt Bad Liebenwerda im Landkreis Elbe-Elster. Dabei handelt es sich um eine ursprünglich selbstständige Gemeinde, welche als Kolonie gegen Ende des 18. Jahrhunderts nordöstlich der Liebenwerdaer Ortslage entstanden war und 1939 nach Bad Liebenwerda eingemeindet worden war.

## Geschichte

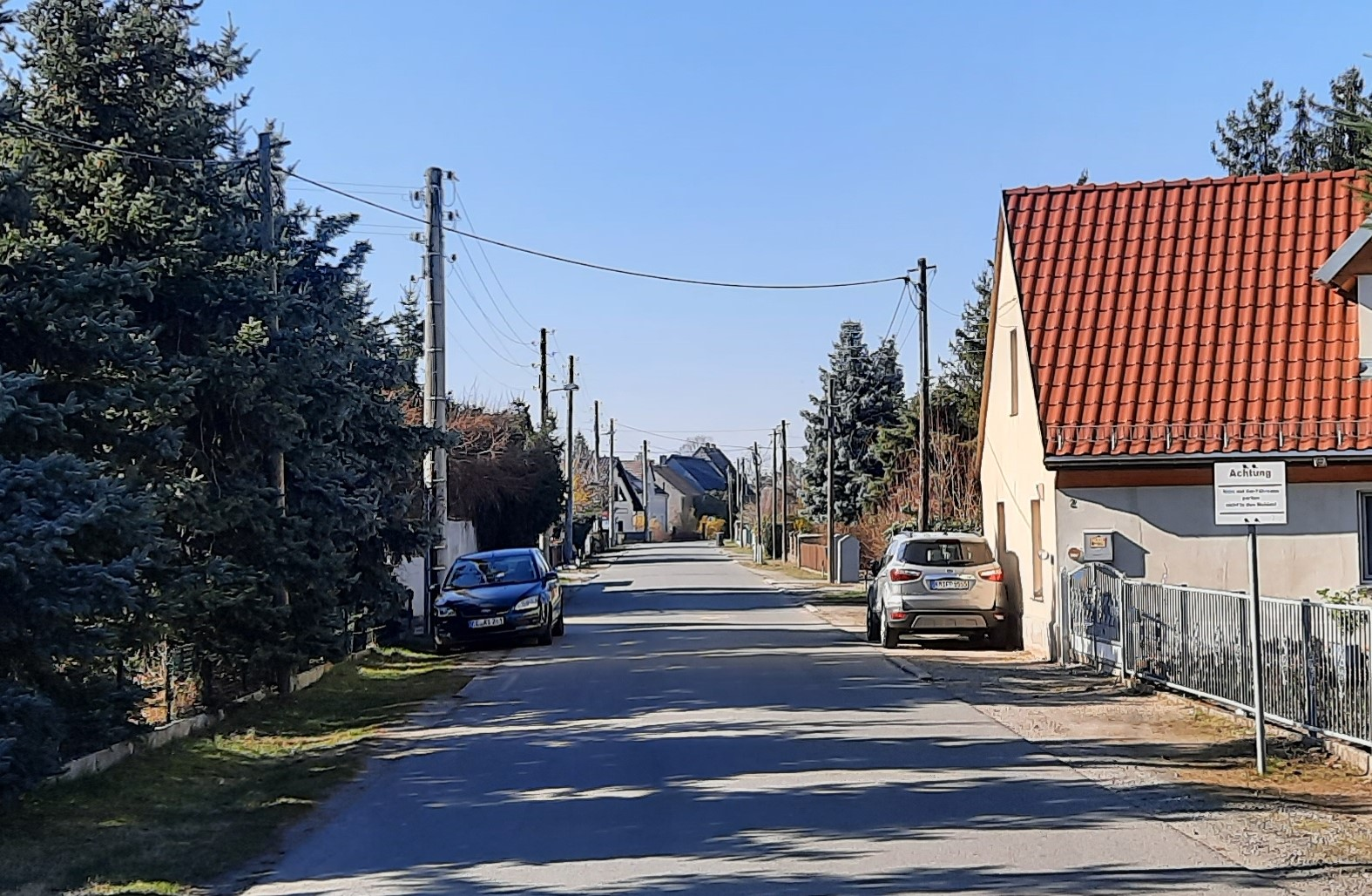
Die Weinbergstraße im einstigen Ortskern von Weinberge

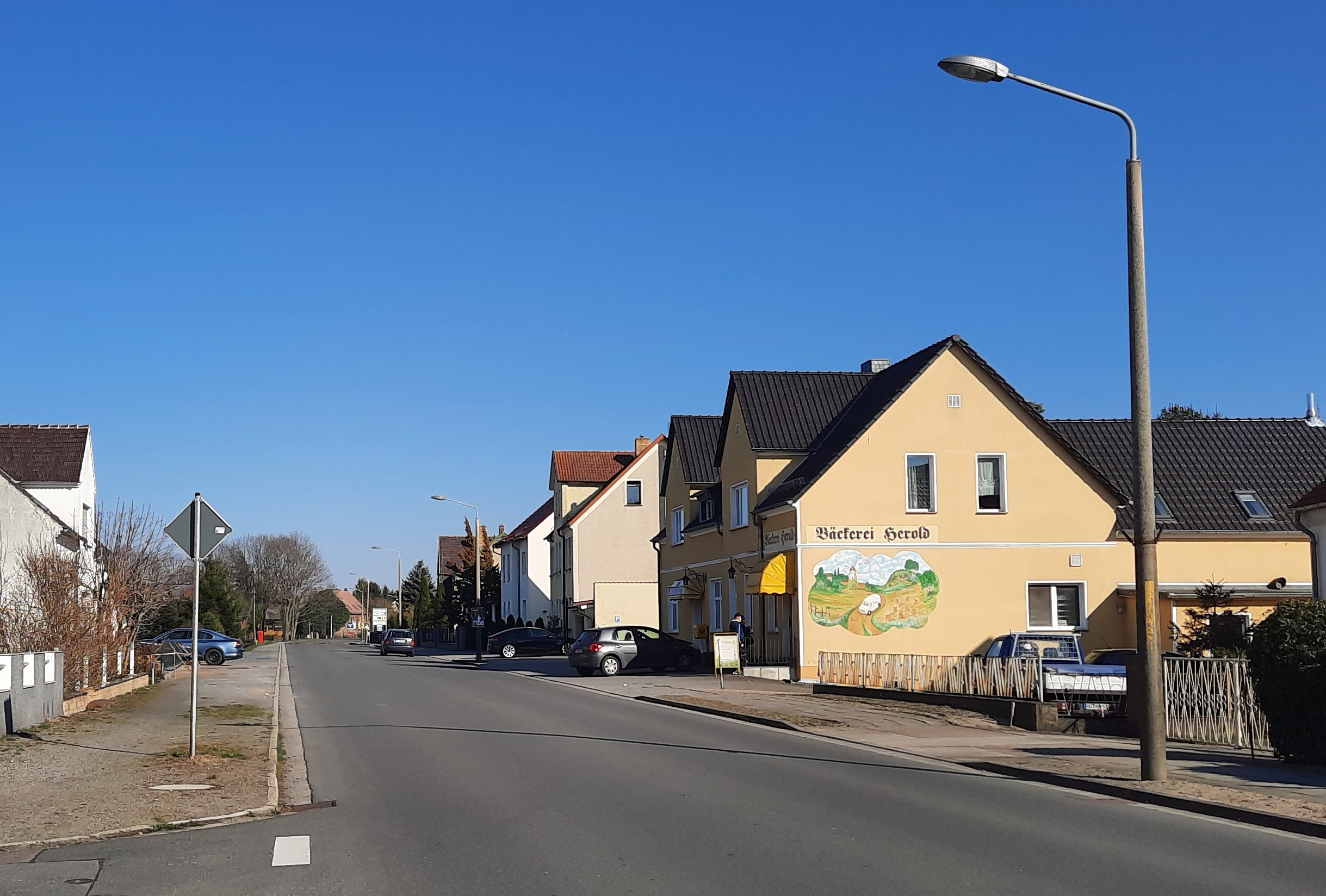
Die Dresdner Straße in Weinberge

### Gemeindegründung und Weinbau
Weinberge entstand gegen Ende des 18. Jahrhunderts als Kolonie im nordöstlich der Liebenwerdaer Ortslage befindlichen Weinbaugebiet der Stadt. Einstiger Ortskern waren die Flächen zwischen der heutigen Weinbergstraße, der Bergstraße, der Straße Oberreihe und der heutigen Dresdner Straße. Seinerzeit siedelten sich in diesem Gebiet einige Liebenwerdaer Bürger an. Ihren Lebensunterhalt verdienten sie hier unter anderem durch den Anbau von Wein, welcher für das Liebenwerdaer Stadtgebiet bereits für das 15. Jahrhundert nachgewiesen ist und ursprünglich für das Amt Liebenwerda betrieben wurde.
Es ist allerdings nicht genau bekannt, ab wann Weinberge verwaltungstechnisch als selbstständige Gemeinde eingestuft wurde. Das einstige Gemeindesiegel zeigt neben einer Weintraube mit drei Blättern auch die Jahreszahl 1805, weshalb der Kleinleipischer Heimatforscher Otto Bornschein (1866–1936) in seinem 1929 in zweiter Auflage erschienenen Werk „Heimatkunde für den Kreis Liebenwerda“ noch davon ausging, dass es sich hierbei um das Gründungsdatum handelte. Gefestigt wurde diese Annahme wohl auch deswegen, weil in Weinberge im Jahre 1905 von den Einwohnern das hundertjährige Bestehen des Ortes gefeiert und das Jubiläum mit dem Pflanzen einer Linde auf dem Schulhof entsprechend gewürdigt wurde. Jedoch taucht in historischen Schriften schon im Jahre 1802 mit Gottlob Hoigk ein eigener Ortsrichter auf. In jenem Jahr wurde im Gemeindegebiet außerdem ein eigener Friedhof angelegt. Das Dorf gehörte zum Amt Liebenwerda und auch die Gerichtsbarkeit unterstand dem Amtsgericht Liebenwerda.
Eine erste Nachweisliche Erwähnung gibt es im Kirchenbuch am 5. November 1714 mit der Geburt einer Anna Maria Schneider in Weinberge. Der Vater ist Winzer in Weinberge.
Außer Weinberge gab es in der Region weitere traditionelle Weinbaustandorte. So waren hier die wenige Kilometer stromaufwärts der Schwarzen Elster gelegenen Gemeinden Haida und Biehla zu finden, in welchen größere Mengen Wein produziert wurden. Aber auch in anderen Orten gab es nachweislich Weinberge. Der Weinbau besaß in Weinberge lange Zeit große Bedeutung. So betrug die Weinbaufläche im Jahre 1859 21 Morgen Land, auf welcher 60 Eimer Wein erwirtschaftet wurden, was nach heutigem Maßstab etwa 4000 Liter entsprach. Am Anfang des 19. Jahrhunderts dürfte er sich auch noch wesentlich mehr gelohnt haben, gab es doch um 1822 in Preußen für einen Eimer Most noch 10 bis 20 Taler und für einen Eimer Wein 20 bis 24 Taler. Nach der Aufhebung von Schutzzöllen ab dem Jahre 1838 verfiel er allerdings später. Durch die Einfuhren von billigeren Weinen aus West- und Süddeutschland gab es einen allgemeinen Preisverfall um mehr als die Hälfte. Wahrscheinlich war die Regulierung der Schwarzen Elster letztlich der Grund, weshalb der Weinbau ab Mitte des 19. Jahrhunderts in der Region immer weiter zurückging. Denn vermutlich spielten hier klimatische Veränderungen, die mit der Regulierung des Flusslaufes einhergingen eine nicht unbedeutende Rolle, da die unzähligen Fließe, Lachen und Sümpfe des Elstervorlandes verschwanden. Den Reben fehlte der Tau und der Nebel, die der zuvor unregulierte Elsterstrom aufsteigen ließ. Die örtlichen Weinanbauflächen wichen Obstplantagen und Gemüsefeldern, sodass die letzte für Weinberge offiziell beurkundete Ernte nur noch 39 Liter Wein erbrachte. Um 1900 war in Weinberge dann schließlich auch der letzte Weinberg verschwunden, wobei einige Terrassen aber bis heute erkennbar sind.

### Industrialisierung

Schamotteofen-Fabrik Tietze & Schneider im Gebäude der ehemaligen Brikettfabrik (1904)

Weinberge auf einer geschichtlichen Karte des Kreises Liebenwerda (1910).

Landung des Luftschiffs „Sachsen“ am 7. Juni 1914

Im 1885 erschienenen Gemeindelexikon für das Königreich Preußen wird die Fläche des Ortes mit 59 Hektar angegeben, davon 29 Hektar Ackerland und 22 Hektar Wiesen. Standesamtlich gehörte der Ort zu jener Zeit nach Liebenwerda. Das Dorf war dem Amtsbezirk Maasdorf untergeordnet, zu welchem außer Maasdorf und Weinberge, auch die benachbarten Dörfer Thalberg, Prestewitz, Dobra und Zeischa, der Weiler Mittelhausen sowie die Kolonien Anstraß und Knissen gehörten. Die Kinder von Weinberge besuchten ursprünglich die Schule in Dobra. Erst im Jahre 1882 errichtete man ein eigenes Schulhaus. In unmittelbarer Nachbarschaft war auf Dobraer Flur die Siedlung Neu-Dobra entstanden, welche schließlich 1882 zu Weinberge kam.
Am 1. Juni 1874 wurde die Oberlausitzer Eisenbahn von Kohlfurt über Liebenwerda bis Falkenberg/Elster (später bis Wittenberg) in Betrieb genommen. Die Eisenbahnstrecke tangierte unmittelbar südlich der Ortslage Weinberge, wo auch der Liebenwerdaer Bahnhof entstand. Infolgedessen siedelten sich in Weinberge und Neu-Dobra einige Handwerks- und Industriebetriebe an. Markanteste Spuren dieser Zeit waren lange die Anlagen und Gebäude der Brikettfabrik Hohenzollern, die von 1889 bis 1890 unter Leitung des Unternehmers Carl Schwabach entstanden war. Bestückt wurde sie mit Braunkohle aus der Rothsteiner Tiefbaugrube „Daniel“ über eine etwa 6,5 Kilometer lange Drahtseilbahn, die durch eine 23 PS starke Dampfmaschine angetrieben wurde. Das Unternehmen wurde allerdings schnell unrentabel, denn das Rothsteiner Kohlefeld erwies sich für eine sichere Versorgung der Anlage als nicht ausreichend und der lange Transportweg der Kohle sorgte vor allem im Winter immer wieder für Probleme, sodass die Brikettfabrik bereits im Jahre 1899 ihren Betrieb wieder einstellte und zum Investitionsgrab für zahlreiche Anleger wurde. Carl Schwabach, der als Begründer der Domsdorfer Braunkohleindustrie gilt, verstarb nach weiteren Misserfolgen später völlig verarmt in Luckau. In den Gebäuden der Brikettfabrik entstand nun die Schamotteofen-Fabrik Tietze & Schneider, welche Ofenkacheln herstellte.
Aus dieser Schamottefabrik ging später eine Keramikwerkstatt hervor. Außer ihr hatten sich in Weinberge unter anderem die Unternehmen „Glastechnische Werk Robert Schicketanz“, „Feinmechanische Werkstatt Schulze und Herbig“ und „Liebenwerdaer Zeichen- und Messgeräte Gebrüder Schneider“ angesiedelt. Eine örtliche Kiesgrube lieferte Formsand nach Lauchhammer und andere Gießereien.
Aufsehen erregte die Landung des Luftschiffs „Sachsen“ am 7. Juni 1914, welches anlässlich der Liebenwerdaer „Allgemeinen Kreis-Ausstellung“ den Sandberg in Weinberge ansteuerte und hier einen Passagierwechsel vornahm, bevor es nach Leipzig zurückfuhr. Die Landung bildete den Abschluss der am 16. Mai 1914 eröffneten Veranstaltung, deren Ausstellungsflächen sich im Süden der Stadt befanden.

### Eingemeindung und Gegenwart

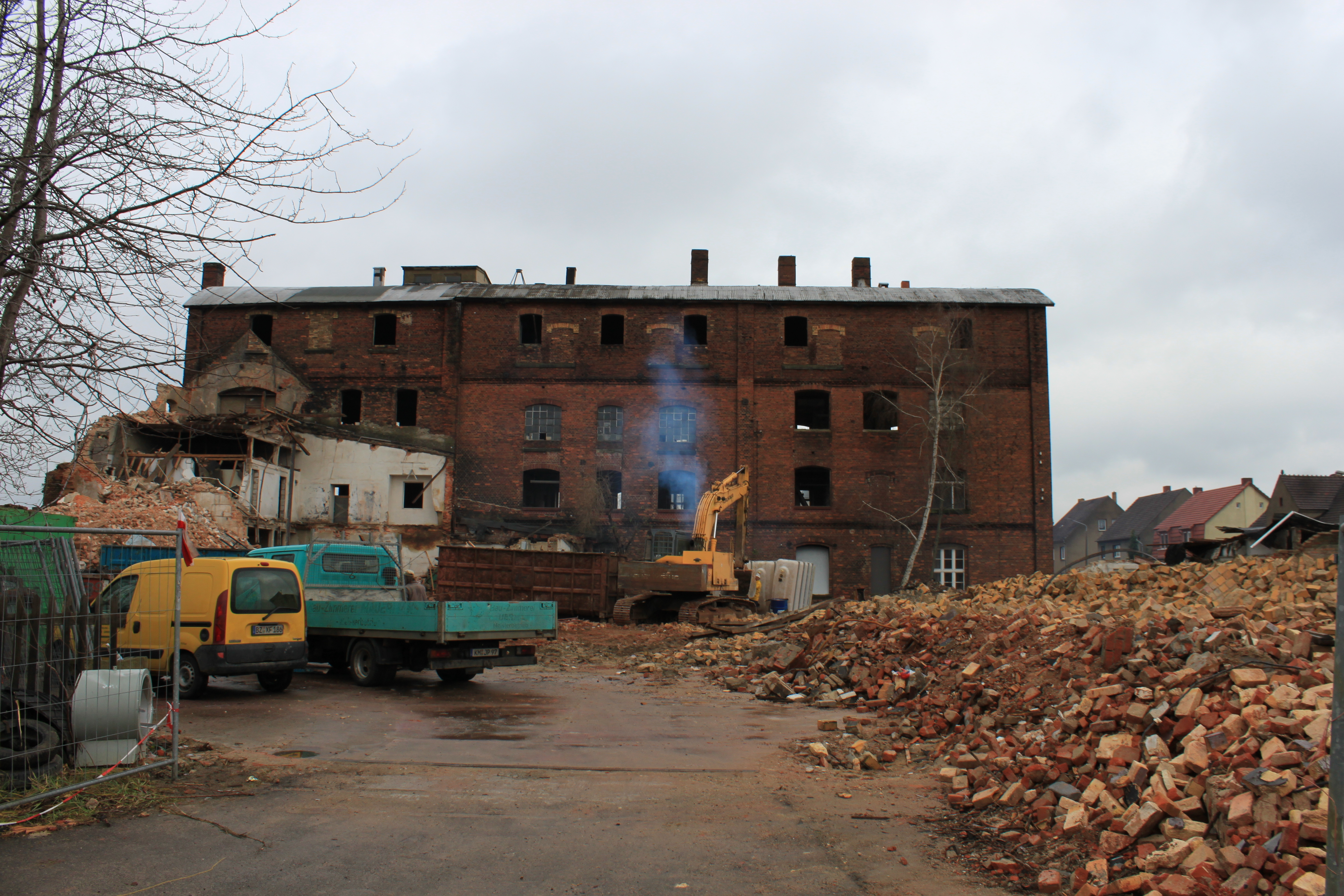
Abriss Brikettfabrik (2010)

Die Gemeinde Weinberge wuchs vor allem durch den Zuzug von Liebenwerdaer Bürgern. Dabei entstanden entlang der Dresdner Straße auch einige Villen wohlhabender Bürger und Gewerbetreibender. Am 1. April des Jahres 1939 wurde der Ort schließlich nach Bad Liebenwerda eingemeindet.
In der Gegenwart sind die Grenzen zur Kernstadt von Bad Liebenwerda fließend. Im allgemeinen Sprachgebrauch der Einwohner werden meist die östlichen beziehungsweise nordöstlichen Stadtgebiete als Weinberge bezeichnet und wahrgenommen. Amtlich wird Weinberge nicht als Stadtteil, sondern als Wohnplatz geführt, sodass es auch keine eigene Ortsteilvertretung gibt.
Es ist heute überwiegend Wohnbebauung zu finden. Daneben finden sich einige mittelständische Gewerbe-, Handwerks- und Dienstleistungsbetriebe. Die Gebäude der Brikettfabrik Hohenzollern wurden, trotz bestehendem Denkmalschutz, im Jahre 2010 abgerissen. Auf dem Gelände entstand ein Jahr später ein Einkaufsmarkt. In unmittelbarer Nähe desselben ist außerdem ein Baumarkt zu finden. Ein weiteres Einkaufszentrum befindet sich am Ortsausgang in Richtung Elsterwerda, dessen Gebäude auch durch die Deutsche Post genutzt werden.

### Einwohnerentwicklung
| Jahr | Einwohner |
| ---- | --------- |
| 1823 | 0155      |
| 1843 | 0246      |

| Jahr | Einwohner |
| ---- | --------- |
| 1854 | 0308      |
| 1867 | 0311      |

| Jahr | Einwohner |
| ---- | --------- |
| 1871 | 0299      |
| 1890 | 0252      |

| Jahr | Einwohner |
| ---- | --------- |
| 1905 | 0250      |
| 1910 | 0239      |

| Jahr | Einwohner |
| ---- | --------- |
| 1925 | 0271      |
| 1933 | 0271      |

## Kultur und Sehenswürdigkeiten
Seit der Wende hat sich mit dem Heimatverein Weinberge Liebenwerda ein Verein etabliert, der sich der Geschichte und Traditionspflege in Weinberge auf die Fahnen geschrieben hat und im einstigen Ortskern an der Einmündung der Weinbergstraße in die Dresdner Straße einen Gedenkstein errichten ließ.
Auf dem Sandberg findet sich außerdem das Zeppelin-Denkmal, das an die Landung des Luftschiffs „Sachsen“ am 7. Juni 1914 erinnert. Auf der Anhöhe ist auch der sogenannte Franzosenberg zu finden. Dabei handelt es sich um ein Massengrab, in welchem der Überlieferung nach 105 französische Soldaten begraben liegen, die hier während der Befreiungskriege im Jahre 1813 beim Durchzug napoleonischer Truppen in einem im Liebenwerdaer Schloss eingerichteten Spital gestorben sein sollen.
Auf dem Bergfriedhof ist außerdem ein Kriegerdenkmal zu finden, welches an die im Ersten Weltkrieg gefallenen Einwohner von Weinberge und Neu-Dobra erinnert.